# Palazzo Mascambruno
Il Palazzo Mascambruno è un edificio di valore storico e architettonico di Napoli, ubicato in via Santa Maria di Costantinopoli.

## Storia e descrizione
Il palazzo venne presumibilmente eretto nel XVI secolo, come la maggior parte degli edifici civili affaccianti su questa strada. Nel 1756 venne radicalmente rinnovato dall'architetto toscano Niccolò Carletti (autore anche del più noto Palazzo Albertini), su commissione del marchese Giuseppe Mascambruno e della di lui moglie Anna Maria Comite Capece Scondito.
Il palazzo si presenta con un'alta facciata di quattro piani, coronata sopra l'ultimo piano da un cornicione ornamentale, e con un basamento listato, interrotto dal seicentesco portale in piperno. Il breve androne, voltato a botte, precede il cortile a pianta rettangolare, sul cui fondo si innalza la pregevole scala aperta settecentesca dalle tre arcate a tutto sesto per livello (con quella centrale che è più ribassata e ampia delle due laterali) che permette di raggiungere gli appartamenti privati. Un ulteriore elemento di interesse è dato dalla presenza di una pensilina in stile liberty collocata alla base di quest'ultima.
Dopo un lungo passato da dimora nobiliare, oggi è un condominio "borghese" ben conservato.

## Altre immagini

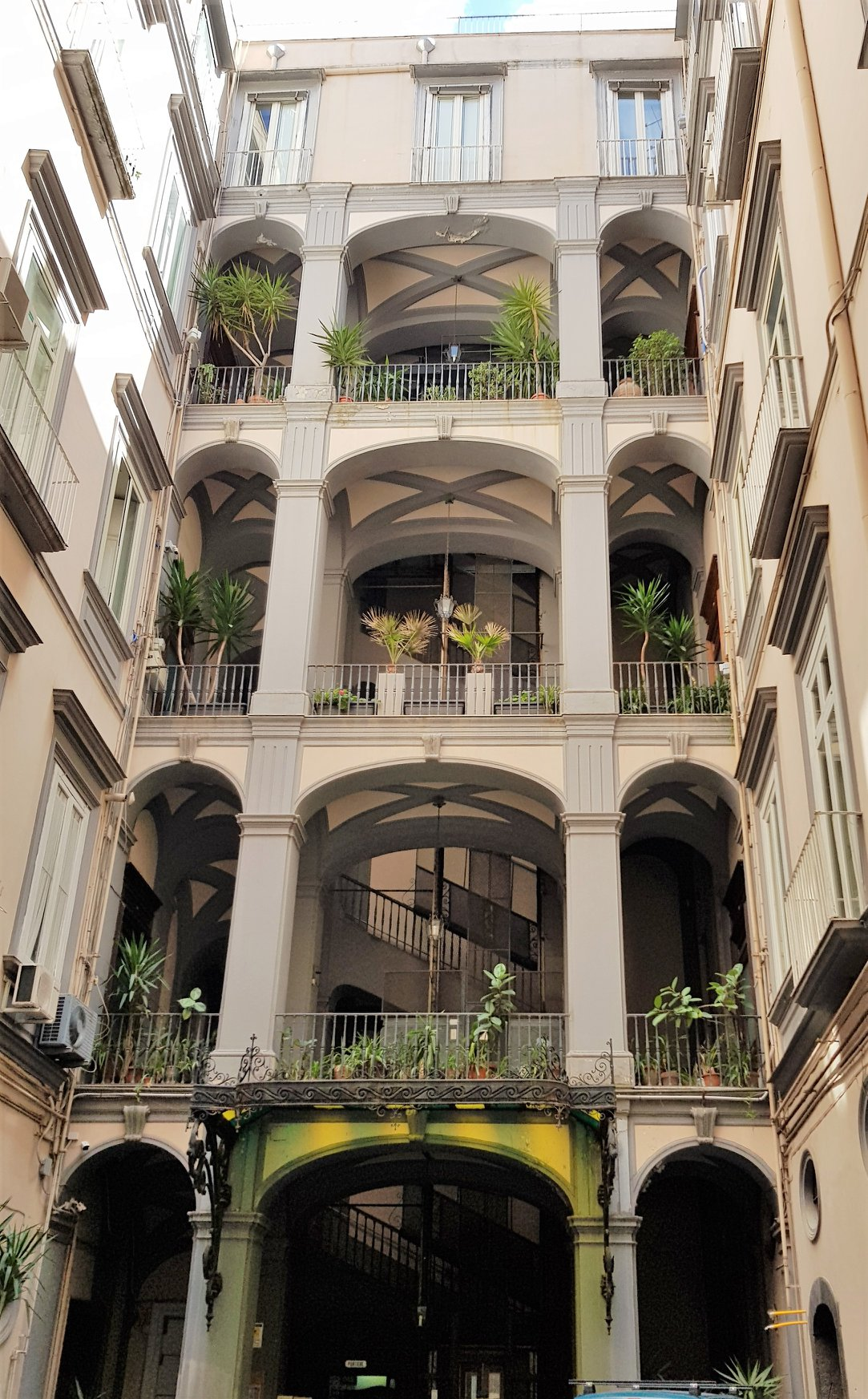
Scalone aperto in fondo al cortile
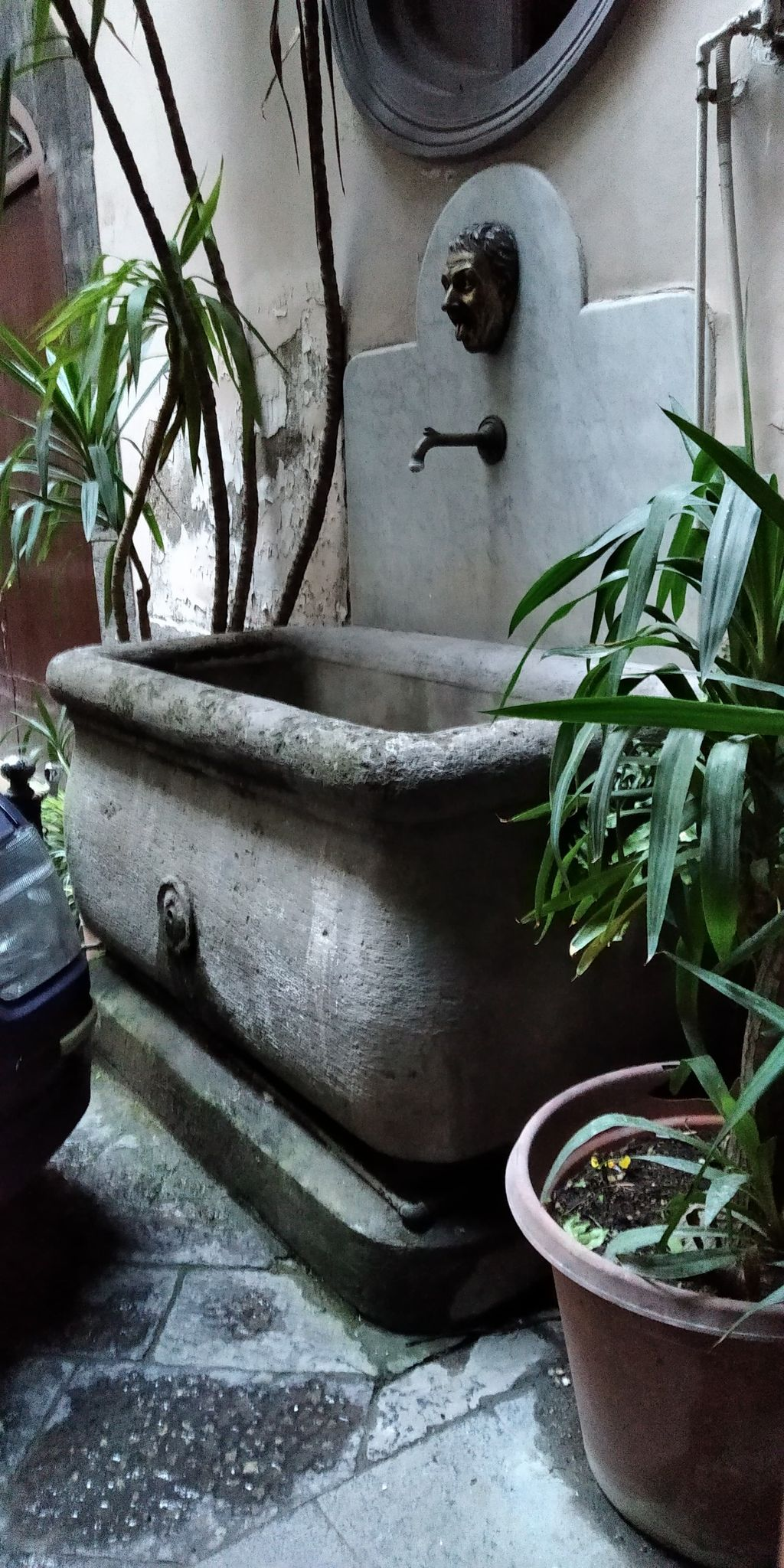
Fontanella in piperno nel cortile